# Sivota (Schiff, 1989)
Sivota ist der Name eines deutschen Fahrgastschiffes.

## Geschichte
Das Schiff wurde unter der Baunummer 115 auf der Lux-Werft in Mondorf gebaut. Es fuhr zunächst unter dem Namen Bonna für die Personenschifffahrt Siebengebirge e. G. und gehörte Peter Münz. 1999 wurde es zum Verkauf angeboten. Das Schiff war damals für die Beförderung von 400 Personen zugelassen und mit zwei Maschinen, die je 303 PS leisteten, ausgestattet. Dieter Schubert gibt seine Länge mit 41,5 Metern, die Breite mit 10,5 Metern und den Tiefgang mit 1,2 Metern an. Auf der Werftplakette wird hingegen eine Schiffslänge von 41,7 Metern und eine Zulassung für 460 Personen genannt.
Das Schiff kam dann zur Reederei Henneberger in Miltenberg, wo es den Namen Sivota erhielt.